# Зайцев, Борис Петрович (певец)
Борис Петрович Зайцев (1 августа 1925, Мотыгинский район, Красноярский край — 25 февраля 2000, Одесса) — советский солист-вокалист Одесской областной филармонии Министерства культуры Украинской ССР. Народный артист Украинской ССР (1988). Герой Социалистического Труда (1991).

## Биография
Родился 1 августа 1925 года в селе Зайцево Красноярского края.
В 1942 году был призван в ряды Рабоче-крестьянской Красной армии и добровольцем отправился в действующую армию на фронт. Участник Великой Отечественной войны в составе 972-го отдельного батальона связи 72-го стрелкового корпуса 5-й армии — младший сержант, командир отделения телефонистов. Воевал в составе 3-го Белорусского фронта, прошёл с боями до Кёнигсберга, в 1945 году подорвался на мине, получив тяжёлое ранение связанное с потерей зрения и ноги.
За участие в войне был награждён орденами Отечественной войны 1-й и 2-й степени и Красной Звезды.
В 1946 году, после лечения в военных госпиталях, поступил на отделение баяна в Красноярское музыкальное училище. С 1953 по 1958 годы обучался в Одесской консерватории. С 1958 года был солистом-вокалистом Одесской областной филармонии Министерства культуры Украинской ССР, постоянный участник гастрольной деятельности на всей территории Советского Союза. С 1986 по 1988 годы дал более пятидесяти концертов для участников ликвидации последствий аварии на Чернобыльской АЭС. С 1987 года в составе Одесской филармонии был участником концертов для военнослужащих Ограниченного контингента советских войск в Афганистане.
Б. П. Зайцевым было подготовлено около тридцати сольных программ, основные произведения исполнял о Великой Отечественной войне, а также были классические и народные произведения.
8 мая 1991 года Указом Президиума Верховного Совета СССР «за большие заслуги в развитии советского музыкального искусства и плодотворную общественную деятельность» Борис Петрович Зайцев был удостоен звания Героя Социалистического Труда с вручением Ордена Ленина и золотой медали «Серп и Молот».
Скончался 25 февраля 2000 года, похоронен на Втором Христианском кладбище в Одессе.

## Награды
- Медаль «Серп и Молот» (8.05.1991);
- Орден Ленина (8.05.1991);
- Орден Отечественной войны 1-й и 2-й степени;
- Орден Красной Звезды (14.08.1944);
- Народный артист Украинской ССР (1988).